# ФК Зугло ШЕ
ФК Зугло Дунавиа ШЕ (мађ. Zuglói SE), је бивши мађарски фудбалски клуб из Будимпеште са седиштем у будимпештанском XIV округу. Тим је играо у НБ I једном у сезони 1938/39.

## Историја
Зугло Шпорт Еђешилет је у Мађарској првој лиги дебитовао у сезони 1938/39. у Мађарској лиги и завршио на предзадњем 13. месту месту и испао из прве лиге.

## Промена имена
- 1921–1923: Немзети Торн Еђилет − (Zuglói Nemzeti Torna Egylet)
- 1923: спојио се са Фудбалски клуб Тештвершег Зугло −
- 1923–1939: Зугло Шпорт Еђешилет − (Zuglói Sport Egyesület
- 1939: спојио се са Дунавиа ШЕ − (
- 1939–1952: Дунавиа ШЕ Зугло − (Zuglói Danuvia SE
- 1948: спојио се са XIV. округ МаДИС −
- 1952–1953: Вашаш Торпедо − (Vasas Torpedo)
- 1953–1956: Вашаш Дунавиа − (Vasas Danuvia)
- 1956–?: Дунавиа ШЕ Зугло −
- 1978: спојио се са БВГ Зугло ШК − (BVG Zuglói SC)